# Koo Ji-won
Dans ce nom coréen, le nom de famille, Koo, précède le nom personnel.

a Compétitions nationales et continentales officielles uniquement.

b Matchs officiels uniquement.
Dernière mise à jour le 13 juillet 2024.
Koo Ji-won (en coréen : 구지원), né le 20 juillet 1994 à Séoul (Corée du Sud), est un joueur de rugby à XV international japonais d’origine sud-coréenne évoluant au poste de pilier. Il évolue avec le club japonais des Kobelco Kobe Steelers en League One depuis 2022.

## Biographie
Koo Ji-won est le fils de Koo Donchun, qui a également joué au rugby à XV et a été international coréen,.
Il grandit dans un premier temps en Corée, avant qu'à l'âge de douze ans son père l'envoie vivre un an et demi en Nouvelle-Zélande à Wellington dans une famille d'accueil, afin de parfaire son niveau rugbystique. Il déménage ensuite au Japon, où il scolarisé dans un lycée de Saiki, avant de rejoindre l'université de Takushoku,.

## Carrière

### En club
Koo Ji-won a commencé par évoluer en championnat japonais universitaire avec son club de l'université de Takushoku entre 2013 et 2017.
Il a ensuite fait ses débuts professionnels en 2017 avec la franchise japonaise des Sunwolves, évoluant en Super Rugby. Il fait ses débuts professionnels le 8 juillet 2017 lors du match contre les Stormers.
En 2017 toujours, il rejoint le club des Honda Heat situé à Suzuka et qui évolue en Top Challenge League, avant d’accéder en Top League la saison suivante.
En 2022, il rejoint les Kobelco Kobe Steelers, dans le championnat japonais, récemment renommé League One.

### En équipe nationale
Koo Ji-won joue avec la sélection japonaise des moins de 20 ans en 2014. Avec les Baby Blossoms, il remporte le Trophée mondial des moins de 20 ans en 2014.
Il obtient sa première cape internationale avec l'équipe du Japon le 18 novembre 2017 à l'occasion d'un test-match contre l'équipe des Tonga à Toulouse.
Il fait partie du groupe japonais choisi par Jamie Joseph pour participer à la Coupe du monde 2019 au Japon. Il dispute cinq rencontres, dont le quart de finale perdu contre l'équipe d'Afrique du Sud. Lors de la compétition, il est le pilier droit titulaire de sa sélection, et impressionne les observateurs par la qualité de sa tenue en mêlée.
Il est appelé dans le groupe japonais pour la préparation de la Coupe du monde 2023. Il est ensuite retenu dans la sélection finale pour le Mondial,. Lors de la compétition, il joue les quatre matchs de son équipe en tant que titulaire. 

## Palmarès

### En club
- Vainqueur de la Top Challenge League en 2018 avec Honda Heat.

### En équipe nationale
- Vainqueur du trophée mondial des moins de 20 ans en 2014.

## Statistiques en équipe nationale
- 28 sélections avec le Japon depuis 2017.
- 0 point

- Participation à la Coupe du monde en Coupe du monde 2019 (5 matchs) et Coupe du monde 2023 (4 matchs).